# Mount Ratz
Mount Ratz je nejvyšší hora pohoří Boundary Ranges, které tvoří severní část Pobřežních hor.
Mount Ratz leží na severozápadě Britské Kolumbie, na hranici s Aljaškou, západně od řeky Stikine River a východně od zálivu Frederick Sound v Alexandrových ostrovech, přibližně ve střední části pohoří.
Hora je pojmenovaná po Wiliamu F. Ratzovi, kanadském inženýrovi a zeměměřiči.